# Ruta Nacional 149 (Argentina)
La Ruta Nacional 149 es una carretera argentina, que se encuentra en el noroeste de la Provincia de Mendoza y el sudoeste de la Provincia de San Juan. En su recorrido de 346 kilómetros une la Ruta Nacional 7 en la ciudad mendocina de Uspallata, con la Ruta Nacional 150 en la localidad sanjuanina de Las Flores.
Esta ruta corre en forma paralela a la Cordillera de los Andes y forma parte del corredor minero. El camino pasa por el parque nacional El Leoncito, donde se encuentran el Observatorio Félix Aguilar y el Complejo Astronómico El Leoncito (CASLEO).

## Historia
Antiguamente el tramo de este camino entre el límite interprovincial y Calingasta formaba parte de la Ruta Nacional 141, y el tramo Calingasta a Pachaco formaba parte de la Ruta Nacional 20. Estos caminos pasaron a jurisdicción provincial mediante el Decreto Nacional 1595 del año 1979.

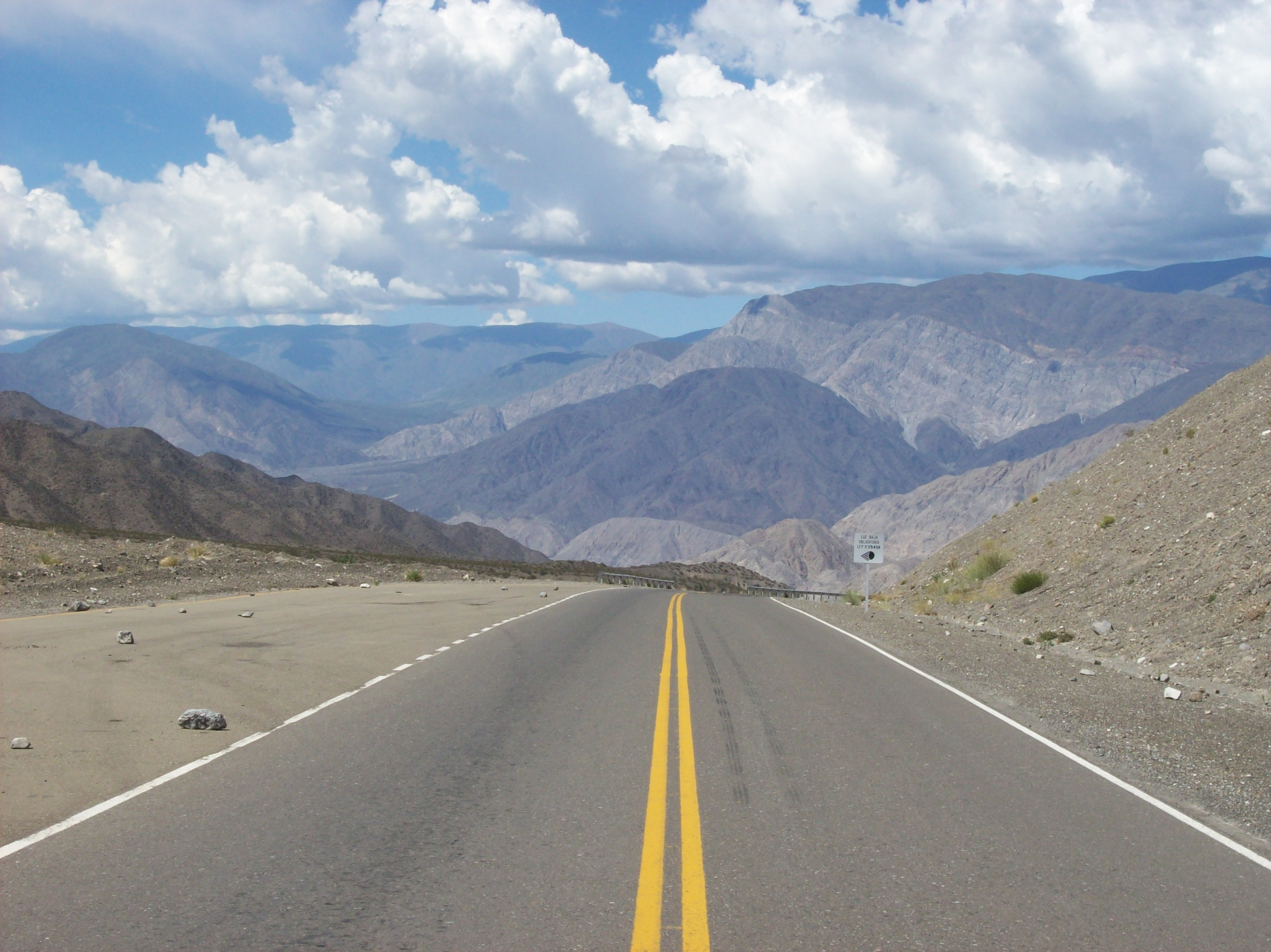
Ruta Nacional 149 en la Quebrada de las Burras.

Debido al corte de la Ruta Provincial 12 que une San Juan y Calingasta para construir un dique, en febrero de 1999 el gobierno sanjuanino comenzó la obra para habilitar un camino de 50 km en la Quebrada de las Burras, también conocida como Quebrada de los Gauchos, desde Pachaco al noreste. Esta obra se paralizó durante varios meses, y finalmente el 3 de diciembre de 2001 se inauguró el camino de ripio como Ruta Provincial 414. Este nuevo recorrido incluye un puente de hormigón de 246 metros de longitud sobre el río San Juan. La legislatura provincial sancionó una ley el 21 de noviembre de 2002 por el que esta estructura se denomina Puente Ingeniero Raúl Suárez.
En el año 2002 la Dirección Nacional de Vialidad y los gobiernos de las provincias de Mendoza y San Juan firmaron un convenio para pasar la Ruta Provincial 39 de la primera provincia y varias rutas de la segunda provincia a la esfera nacional, constituyéndose así la Ruta Nacional 149. Dicho convenio fue ratificado por leyes provinciales 7.345 de Mendoza y 7.433 de San Juan.
El 31 de marzo de 2006 se inauguró el camino pavimentado por la Quebrada de las Burras. Los trabajos habían comenzado el 5 de mayo de 2004.
En el año 2006 comenzaron los trabajos de pavimentación de esta ruta en la provincia de Mendoza. La Legislatura de esa provincia había sancionado la Ley 5.898 publicada en el Boletín Oficial el 21 de octubre de 1992 ordenando la pavimentación de la Ruta Provincial 39, obra que no se realizó.
El tramo que corre paralelo al Río San Juan, entre Calingasta y Pachaco, la ruta está casi pavimentada a nuevo, quedando solo un tramo de 10 km  de ripio a modo de bypass para permitir la finalización de la ruta nueva.
Hubo anuncios de la pavimentación completa de los 150 km entre Uspallata (Mendoza) y Calingasta (San Juan), lo que facilitaría el transporte de las producciones de las concesiones mineras de Casposo y Veladero. En septiembre de 2011 estaba asfaltado el tramo de 28 km entre Uspallata y Los Tambillos.

## Localidades

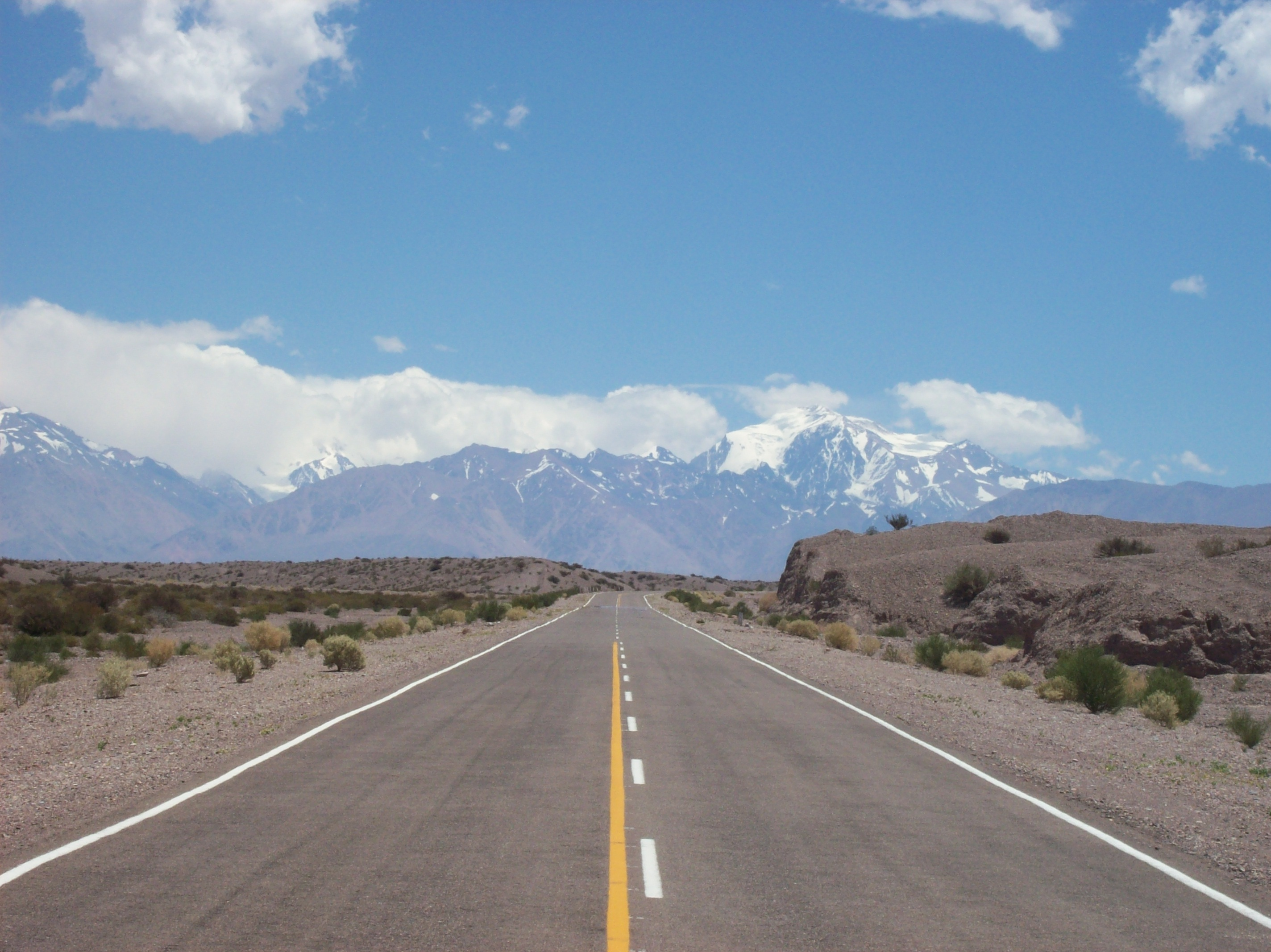
La carretera entre Calingasta y Barreal. Al fondo, Cordillera de Ansilta.

Los pueblos por los que pasa esta ruta de sur a norte son las siguientes (salvo Uspallata y Barreal todas estas localidades tienen menos de 5.000 habitantes).

### Provincia de Mendoza
Recorrido: 60 km (kilómetro 0 a 60).
- Departamento Las Heras: Uspallata (kilómetro 0).

### Provincia de San Juan
Recorrido: 286 km (km 60 a 346).
- Departamento Calingasta: Barreal (km 114), Ruinas de Hilario (km 135) y Calingasta (km 151).
- Departamento Zonda: Acceso a Pachaco (km 193).
- Departamento Ullum: Acceso a Termas de Talacasto (km 244).
- Departamento Iglesia: Iglesia (km 323) y Las Flores (km 346).

## Geografía

Altitud de la Ruta nacional 149.

En la provincia de Mendoza, la ruta discurre paralelo al Arroyo Uspallata, en el Valle de Uspallata, que divide la Precordillera de la Cordillera de los Andes.
Al cruzar el límite interprovincial, el camino pasa por la Pampa del Leoncito, encajonado entre la Sierra del Tontal y la Cordillera. Debido a la poca humedad de la zona y un promedio de 300 días despejados por año, en esta zona se encuentra un observatorio astronómico 16 km al este de esta carretera con acceso por Ruta Provincial 439.
Al norte de Barreal el camino discurre paralelo al Río de los Patos. El valle es muy fértil. El camino corre por la margen derecha de este río (al este). Existe otro camino (Ruta Provincial 406) en la margen izquierda y están unidos por puentes en Sorocayense y en Calingasta. A fines de 2006 se inició la construcción de un puente de 300 metros de largo para reemplazar la pasarela de Sorocayense, construido en el año 1938, que sufría importantes daños todos los años con las crecientes provocadas por los deshielos. El gobernador provincial inauguró el 13 de diciembre de 2008 el puente sobre el Río de los Patos.
Luego de Calingasta el camino encuentra el Río San Juan con lo que la ruta gira hacia el este, discurriendo al sur del río mencionado, que es la margen derecha. Aquí la carretera se encuentra encajonada entre la Sierra del Tontal y el Río San Juan.

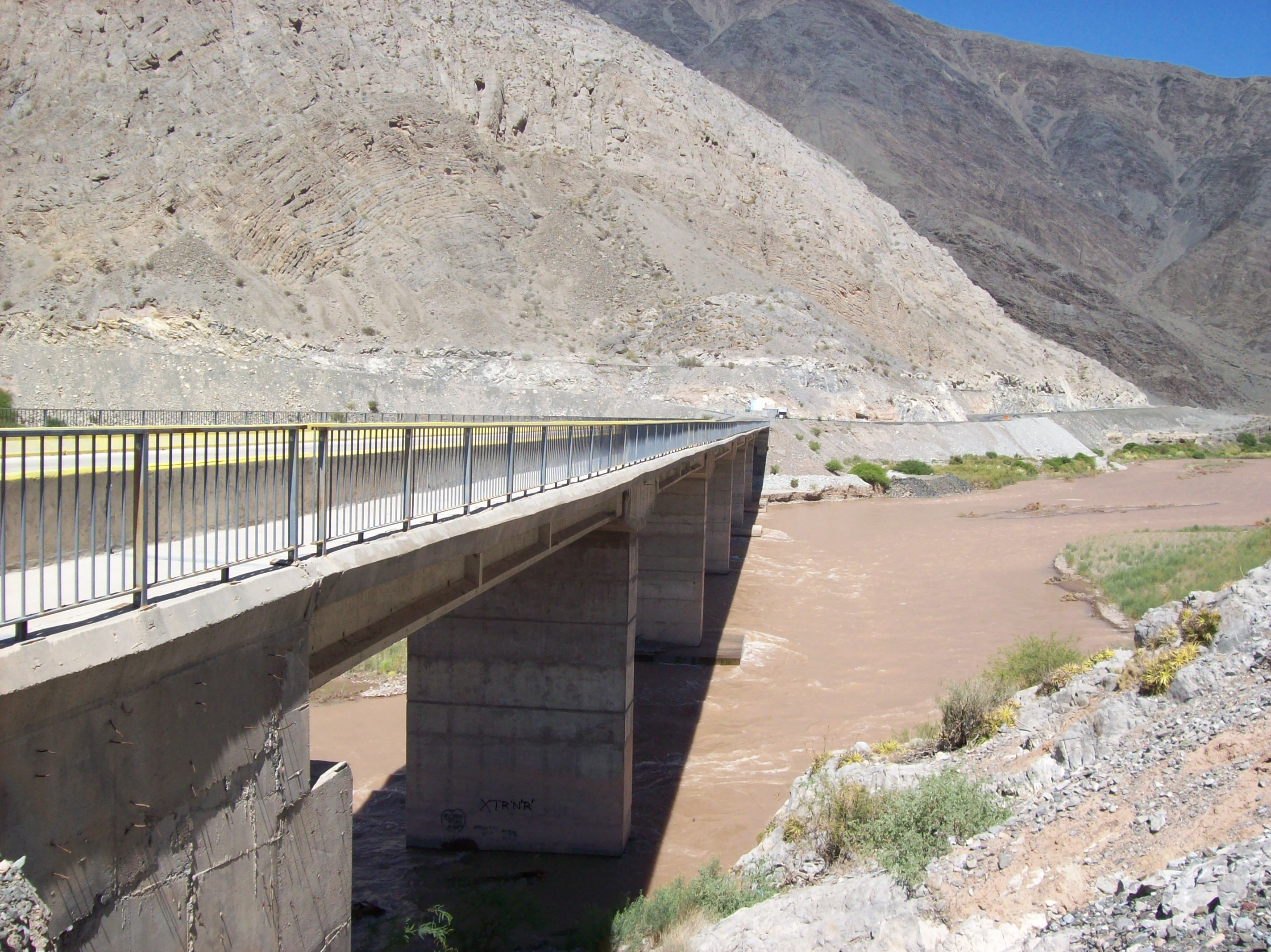
Puente Ingeniero Raúl Suárez sobre el Río San Juan.

En Pachaco hay un puente que cruza el Río San Juan, que es el límite entre los departamentos Zonda y Ullum, y la ruta sigue hacia el norte hasta encontrar la Quebrada de las Burras. Siguiendo por esta sierra, la ruta llega hasta las cercanías de las Termas de Talacasto, donde gira hacia el noroeste. Aquí la carretera gana altura hasta los Altos del Colorado, pasando por el Portillo del Colorado, en el límite entre los departamentos Ullum e Iglesia, para descender nuevamente.
Finalmente se encuentran nuevamente terrenos fértiles en Iglesia y Las Flores. El camino discurre paralelo al Arroyo Iglesia.